# As-Salih Ajjoeb
As-Salih Ajjoeb (1205 - 1249) was sultan van Egypte en emir van Damascus. Hij was de zoon van sultan Al-Kamil en de broer van Al-Adil II, telgen van de Ajjoebidendynastie.

## Beginjaren
Na de dood van zijn vader Al-Kamil in 1238 kwam het rijk in handen van zijn oudere broer Al-Adil II. De inadequate houding van zijn broer tijdens de Kruistocht van de baronnen (1239-1241) onder leiding van Theobald van Champagne leidde tot een paleisrevolutie tussen As-Salih Ajjoeb en Al-Salih Ismail, emir van Damascus. As-Salih Ajjoeb werd gevangengenomen, maar kreeg later een vrijgeleide om naar Egypte te gaan. Daar aangekomen zette hij zijn broer af.

## Mammelukken
Eenmaal aan de macht omringde hij zich met huurlingsoldaten. Rond 1230 hadden de Mongolen het rijk van de Kiptsjaken, later mammelukken genoemd, en het rijk van de Chorasmiden, onder voet gelopen. Delen van de verslagen legers werden door As-Salih aangeworven. In 1244 gaf As-Salih de opdracht aan de Chorasmiden, Jeruzalem te veroveren, wat later werden de kruisvaarders voor een tweede maal verslagen tijdens de Slag bij La Forbie. Met hun hulp in 1245 zette hij de emir van Damascus af. As-Salih kreeg van kalief Al-Musta'sim, de titel van sultan. De Chorasmiden begonnen een gevaar te betekenen en in 1246 liet hij hun leider executeren. Hij beriep zich nu op de mammelukken.

## Zevende Kruistocht
Het verlies van Jeruzalem leidde tot de Zevende Kruistocht (1248-1254) onder leiding van koning Lodewijk IX van Frankrijk. De opzet van de kruistocht was dezelfde als de Vijfde Kruistocht, Jeruzalem heroveren via het zuiden, Egypte. Toen Lodewijk IX Damietta in 1249 veroverde, bevond As-Salih zich in Syrië. As-Salih spoedde zich naar Egypte, maar had al last van een abces aan zijn been. Hij stierf op 22 november 1249 tijdens de amputatie van zijn been. As-Salih werd opgevolgd door zijn zoon Turanshah.